# Liste der Kunstwerke im öffentlichen Raum in Linz-Innenstadt
Diese Liste der Kunstwerke im öffentlichen Raum in Linz-Innenstadt enthält die vom Archiv der Stadt Linz gelisteten Kunstwerke im öffentlichen Raum im Stadtteil Innenstadt.
Denkmäler, profane Skulpturen und Plastiken, sakrale Kleindenkmäler, Brunnen, Gedenktafeln oder Kunst am Bau wurden in die Listen aufgenommen, sofern sie dauerhaft installiert und vom Archiv der Stadt Linz als Kunst im öffentlichen Raum (Public Art) verzeichnet und mit einer eindeutigen Identifikationsnummer (ID) ausgestattet sind.

## Kunstwerke
| Foto  |                 | Name                                                                                          | Typ                            | Standort                                                | Künstler                                                         | Datierung | Beschreibung | Metadaten                     |
| ----- | --------------- | --------------------------------------------------------------------------------------------- | ------------------------------ | ------------------------------------------------------- | ---------------------------------------------------------------- | --------- | --- | ----------------------------- |
| ja    | Datei hochladen | Brunnen Landhaushof „Planetenbrunnen“ ID: 212                                                 | Brunnen                        | Landhausplatz 1, Arkadenhof Standort                    | Augustin Kaltenecker, Peter Guet                                 | 1582      | |                               |
| ja    | Datei hochladen | Moritz und Betty Quirein ID: 1263                                                             | Gedenktafel                    | Adalbert-Stifter-Platz Standort                         |                                                                  | 1965      | |                               |
| ja    | Datei hochladen | Jubiläumsbrunnen Adalbert-Stifter-Platz ID: 1150                                              | Brunnen                        | Adalbert-Stifter-Platz Standort                         | Klaus Liedl                                                      | 1990      | |                               |
| ja    | Datei hochladen | Anton Bruckner ID: 1153                                                                       | Gedenktafel                    | Alter Dom Standort                                      |                                                                  |           | |                               |
| ja    | Datei hochladen | Erinnerungstafel P. Xaver Ernbert Fridelli ID: 1173                                           | Gedenktafel                    | Alter Dom Standort                                      |                                                                  | 1964      | |                               |
| ja    | Datei hochladen | Grundriss der Dreifaltigkeitskapelle und Texttafel ID: 1361                                   | Gedenktafel                    | Alter Markt Standort                                    |                                                                  | 1978      | |                               |
| ja    | Datei hochladen | Jubiläumsbrunnen Alter Markt ID: 959                                                          | Brunnen                        | Alter Markt Standort                                    | Günter Wolfsberger                                               | 1990      | |                               |
| ja    | Datei hochladen | Altstadt Linz 1650 ID: 1163                                                                   | Kunst am Bau                   | Altstadt 1 Standort                                     | Herbert Dimmel, Peter Dimmel                                     | 1962      | |                               |
| ja    | Datei hochladen | Josef Urbanski, der Initiator der Pöstlingbergbahn ID: 889                                    | Gedenktafel                    | Altstadt 17 Standort                                    |                                                                  | 1900      | |                               |
| ja    | Datei hochladen | Hedwig Bleibtreu, Schauspielerin ID: 894                                                      | Gedenktafel                    | Altstadt 22 Standort                                    |                                                                  |           | |                               |
| ja    | Datei hochladen | Johann Konrad Vogel ID: 3088                                                                  | Gedenktafel                    | Altstadt 4 Standort                                     |                                                                  | 2009      | |                               |
| ja    | Datei hochladen | Pestsäule Auerspergplatz ID: 2752 HERIS-ID: 102417 Objekt-ID: 118819                          | Kleindenkmal                   | Auerspergplatz Standort                                 |                                                                  | 1650      | |                               |
| ja    | Datei hochladen | ESPERANTO-Denkmal ID: 3083                                                                    | Kleindenkmal                   | Bahnhofpark Standort                                    |                                                                  | 2006      | |                               |
| ja    | Datei hochladen | Franz Anton Ritter von Gerstner ID: 2613                                                      | Kleindenkmal                   | Bahnhofstraße 3 Standort                                | Wilhelm Ponesch                                                  | 1955      | |                               |
| ja    | Datei hochladen | Friedrich Arnleitner ID: 874                                                                  | Gedenktafel                    | Baumbachstraße 11 Standort                              |                                                                  |           | |                               |
| ja    | Datei hochladen | August Göllerich ID: 1295                                                                     | Gedenktafel                    | Baumbachstraße 16 Standort                              |                                                                  |           | |                               |
| ja    | Datei hochladen | Hermann von Gilm zu Rosenegg ID: 1294                                                         | Gedenktafel                    | Baumbachstraße 16 Standort                              |                                                                  |           | |                               |
| ja    | Datei hochladen | Familie ID: 2765                                                                              | Kunst am Bau                   | Bürgerstraße 50 Standort                                | Rudolf Kolbitsch                                                 | 1956      | |                               |
| ja    | Datei hochladen | Edward Samhaber ID: 757                                                                       | Gedenktafel                    | Dametzstraße 53 Standort                                | Edward Samhaber, Karl Vornehm                                    | 1927      | |                               |
| ja    | Datei hochladen | Spedition Winkler Einfahrtstor ID: 2802 HERIS-ID: 95690 Objekt-ID: 111054                     | Kleindenkmal                   | Dinghoferstraße 35 Standort                             |                                                                  | 1900      | |                               |
| BW    | Datei hochladen | Alois Buchinger ID: 2951                                                                      | Gedenktafel                    | Eisenbahnbrücke Standort                                |                                                                  |           | |                               |
| ja    | Datei hochladen | Josef Klausner ID: 2950                                                                       | Gedenktafel                    | Eisenhandstraße Standort                                |                                                                  |           | |                               |
| ja    | Datei hochladen | Forum Metall: Ellipse in 10 Teilen ID: 1317                                                   | Kleindenkmal                   | Ernst-Koref-Promenade (Donaupark, rechtsufrig) Standort | David Rabinowitch                                                | 1977      | |                               |
| ja    | Datei hochladen | Forum Metall: Evolution ID: 1320                                                              | Kleindenkmal                   | Ernst-Koref-Promenade Standort                          | Helmuth Gsöllpointner                                            | 1978      | |                               |
| ja    | Datei hochladen | Forum Metall: Hommage à Anton Bruckner Vulgo: Hommage à Anton Bruckner ID: 1314               | Kleindenkmal                   | Ernst-Koref-Promenade Standort                          | Amadeo Gabino                                                    | 1998      | |                               |
| ja    | Datei hochladen | Forum Metall: Hommage für Anton Bruckner ID: 1313                                             | Kleindenkmal                   | Ernst-Koref-Promenade Standort                          | Eduardo Paolozzi                                                 | 1977      | |                               |
| ja    | Datei hochladen | Forum Metall: Pavillonskulptur III ID: 1312                                                   | Kleindenkmal                   | Ernst-Koref-Promenade Standort                          |                                                                  | 1977      | |                               |
| ja    | Datei hochladen | Forum Metall: Strömung ID: 1318                                                               | Kleindenkmal                   | Ernst-Koref-Promenade Standort                          | Erwin Reiter                                                     | 1977      | |                               |
| ja    | Datei hochladen | Forum Metall: Thermocouple ID: 1319                                                           | Kleindenkmal                   | Ernst-Koref-Promenade Standort                          | Piotr Kowalski                                                   | 1977      | |                               |
| ja    | Datei hochladen | Forum Metall: Tisch der Austreibung ID: 1311                                                  | Kleindenkmal                   | Ernst-Koref-Promenade Standort                          | Günther Uecker                                                   | 1977      | |                               |
| ja    | Datei hochladen | „Bayer-Brunnen“ Donaupark ID: 1315                                                            | Brunnen                        | Ernst-Koref-Promenade Standort                          | Herbert Bayer                                                    | 1977      | |                               |
| ja    | Datei hochladen | AugenWürfel ID: 3235                                                                          | Skulptur                       | Ernst-Koref-Promenade 1 Standort                        | Valie Export                                                     | 2022      | |                               |
| ja    | Datei hochladen | Ludwig Wittgenstein ID: 1422                                                                  | Gedenktafel                    | Fadingerstraße 4 Standort                               |                                                                  |           | |                               |
| ja    | Datei hochladen | Jubiläumsbrunnen Friedensplatz ID: 1152                                                       | Brunnen                        | Friedensplatz Standort                                  | Günter Miklenic, Peter Paszkiewicz, Kurt Weckel                  | 1990      | |                               |
| ja    | Datei hochladen | Gedenktafel am ehemaligen Sitz der Gestapo ID: 547                                            | Gedenktafel                    | Langgasse 13 / Gesellenhausstraße 1 Standort            |                                                                  | 1988      | Im überdachten Eckeingang und Nebeneingang des Kolpinghauses, am Gebäude von Hans Steineder |                               |
| ja    | Datei hochladen | Robert Reininger ID: 1174                                                                     | Gedenktafel                    | Graben 35 Standort                                      |                                                                  | 1969      | |                               |
| ja    | Datei hochladen | Maria und Aloysius ID: 838                                                                    | Kleindenkmal                   | Hafnerstraße 2 Standort                                 |                                                                  | 1600      | |                               |
| ja BW | Datei hochladen | Benedict Pillwein ID: 851                                                                     | Gedenktafel                    | Harrachstraße 9 Standort                                | Franz Stark                                                      | 1894      | |                               |
| BW    | Datei hochladen | Hausschild ID: 3200                                                                           | Kleindenkmal                   | Harrachstraße 32 Standort                               |                                                                  | 1819      | Das Flachrelief an der Fassade des 1802 erbauten Hauses zeigt den hl. Florian und die Inschrift „Heiliger Florian beschize / uns vor feur und brand.“ |                               |
| ja    | Datei hochladen | Brunnen Bahnhofsvorplatz ID: 238                                                              | Brunnen                        | Hauptbahnhof Vorplatz Standort                          | Friedrich Wackerle                                               | 1949      | |                               |
| ja    | Datei hochladen | „Neptunbrunnen“ Hauptplatz ID: 228 HERIS-ID: 109823 Objekt-ID: 127460                         | Brunnen                        | Hauptplatz Standort                                     | Josef Huber, Johann Spaz, Babtist Stark, Christoph (Martin) Spaz | 1686      | |                               |
| ja    | Datei hochladen | Dreifaltigkeitssäule ID: 734 HERIS-ID: 59919 Objekt-ID: 71603                                 | Kleindenkmal                   | Hauptplatz Standort                                     | Antonio Beduzzi                                                  | 1722      | |                               |
| ja    | Datei hochladen | Anton Bruckner ID: 1157                                                                       | Gedenktafel                    | Hauptplatz 1 Standort                                   | Rudolf Paulczynski, Peter Dimmel                                 | 1957      | |                               |
| ja    | Datei hochladen | Friedrich III. Kaiser ID: 1158                                                                | Gedenktafel                    | Hauptplatz 1 Standort                                   | Rudolf Paulczynski, Peter Dimmel                                 | 1956      | |                               |
| ja    | Datei hochladen | Erinnerungstafel Johann Adam Pruner ID: 1297                                                  | Gedenktafel                    | Hauptplatz 1 Standort                                   | Rudolf Paulczynski, Peter Dimmel                                 | 1956      | |                               |
| ja    | Datei hochladen | Gedenktafel für Sudetendeutsche ID: 1285                                                      | Gedenktafel                    | Hauptplatz 1 Standort                                   |                                                                  | 1985      | |                               |
| ja    | Datei hochladen | Johannes Kepler ID: 1159                                                                      | Gedenktafel                    | Hauptplatz 1 Standort                                   | Rudolf Paulczynski, Peter Dimmel                                 | 1957      | |                               |
| ja    | Datei hochladen | Glockenring Hauptplatz 15 ID: 3048                                                            | Kleindenkmal                   | Hauptplatz 15 Standort                                  |                                                                  | 1693      | |                               |
| ja    | Datei hochladen | Brunnen Brückenkopfgebäude West „Sirenenbrunnen“ ID: 224                                      | Brunnen                        | Hauptplatz 8 Standort                                   | Erich Ruprecht                                                   | 1719      | |                               |
| ja    | Datei hochladen | Richard Tauber ID: 458                                                                        | Gedenktafel                    | Herrenstraße 11 Standort                                | Rudolf Nicolussi                                                 | 1952      | |                               |
| ja    | Datei hochladen | Hermann Bahr Gedenktafel ID: 883                                                              | Gedenktafel                    | Herrenstraße 12 Standort                                | Walter Ritter                                                    | 1953      | |                               |
| ja    | Datei hochladen | Anton Matosch ID: 650                                                                         | Gedenktafel                    | Herrenstraße 23 Standort                                | Adolf Wagner von der Mühl                                        | 1928      | |                               |
| ja    | Datei hochladen | Engelbert Dollfuß ID: 1368                                                                    | Gedenktafel                    | Türflügel des Nordportals des Linzer Doms Standort      |                                                                  | 1935      | | Standort: An der Tür des Doms |
| ja    | Datei hochladen | Reichsbund der katholisch-deutschen Jugend ID: 1367                                           | Gedenktafel                    | Türflügel des Nordportals des Linzer Doms Standort      |                                                                  | 1935      | | Standort: An der Tür des Doms |
| ja    | Datei hochladen | Hittmair-Büste ID: 456                                                                        | Kleindenkmal                   | Herrenstraße 35 Standort                                | Franz Forstner, Franz Sales Forster                              | 1932      | |                               |
| ja    | Datei hochladen | Neptunbrunnen ID: 2390 HERIS-ID: 102422 Objekt-ID: 118824                                     | Brunnen                        | Hessenplatz Standort                                    | Franz Stark (Restaurierung)                                      | 1686 1894 | Der ehemalige Jupiterbrunnen wurde 1686 geschaffen und stand am nördlichen Ende des Hauptplatzes. Er trug als Bekrönung eine verloren gegangene Skulptur des Jupiter. 1872 wurde der Brunnen abgetragen und das Becken, mit Blumen gefüllt, 1876 im Volksgarten aufgestellt. Der gesamte Brunnen wurde dann auf den Hessenplatz transferiert und 1894 von Franz Stark restauriert und mit einer neuen Neptun-Statue versehen. |                               |
| ja    | Datei hochladen | Kaiser Joseph II. ID: 1338                                                                    | Gedenktafel                    | Hofberg 4 Standort                                      |                                                                  | 1870      | |                               |
| ja    | Datei hochladen | Lichtbrunnen ID: 3194                                                                         | Kleindenkmal                   | Hofgasse Standort                                       | tp3/Markus Rabengruber                                           | 2018      | Die Skulptur wurde 2018 vom Architekturbüro tp3 anstelle eines ehemaligen Brunnens errichtet. Die knapp 9 Meter hohe Stele aus Stahl steht auf einem runden Sockel aus Granit. In der Stele integrierte Photovoltaikelemente gewinnen Energie, durch die nachts zahlreiche LEDs leuchten. |                               |
| ja    | Datei hochladen | Wolfgang Amadeus Mozart ID: 1186                                                              | Gedenktafel                    | Hofgasse 14 Standort                                    |                                                                  | 1955      | |                               |
| ja    | Datei hochladen | „Das Gespräch – Trialog“ Stadtpark ID: 2582                                                   | Kleindenkmal                   | Huemerstraße Standort                                   | Peter H. Wahl                                                    | 1995      | |                               |
| ja    | Datei hochladen | Kriegerdenkmal Martin Luther Kirche ID: 2745                                                  | Gedenkstätte                   | Johann-Konrad-Vogel-Straße 4 Standort                   |                                                                  | 1928      | |                               |
| BW    | Datei hochladen | Gedenktafel Hubert Taferner ID: 3196                                                          | Gedenktafel                    | Johann-Konrad-Vogel-Straße 4 Standort                   |                                                                  |           | Die Gedenktafel aus Granit an der Südseite der Martin-Luther-Kirche erinnert an den Pfarrer Hubert Taferner (1895–1981), der von 1935 bis 1965 in der Gemeinde wirkte. |                               |
| BW    | Datei hochladen | Epitaph für Wilhelm Tiebel ID: 3197                                                           | Gedenktafel                    | Johann-Konrad-Vogel-Straße 4 Standort                   |                                                                  |           | Der Grabstein aus Granit an der Südseite der Martin-Luther-Kirche erinnert an den Pfarrer Wilhelm Tiebel (1874–1941), der von 1901 bis 1941 in Linz wirkte. |                               |
| BW    | Datei hochladen | Gedenkstein August Koch ID: 3198                                                              | Gedenktafel                    | Johann-Konrad-Vogel-Straße 4 Standort                   |                                                                  |           | Der Gedenkstein an der Südseite der Martin-Luther-Kirche erinnert an August Koch (1844–1928), der von 1878 bis 1828 evangelischer Pfarrer in Linz war. |                               |
| ja    | Datei hochladen | Sonderlinge ID: 2803                                                                          | Kleindenkmal                   | Keplerwiese Standort                                    | Rudolf Pointinger                                                | 2002      | |                               |
| ja    | Datei hochladen | Adam Müller-Guttenbrunn Linz ID: 1192                                                         | Gedenktafel                    | Klammstraße 6 Standort                                  |                                                                  | 1952      | |                               |
| ja    | Datei hochladen | Brunnen Landhausplatz ID: 210                                                                 | Brunnen                        | Landhausplatz Standort                                  | Ingeborg Kuba                                                    | 1967      | |                               |
| ja    | Datei hochladen | Christus am Ölberg ID: 1356                                                                   | Kleindenkmal                   | Landstraße 15 Standort                                  |                                                                  | 1750      | |                               |
| ja    | Datei hochladen | Franz Schubert ID: 2154                                                                       | Gedenktafel                    | Landstraße 15 Standort                                  |                                                                  | 1928      | |                               |
| ja    | Datei hochladen | Johann Batsányi, ungarischer Freiheitsdichter ID: 1340                                        | Gedenktafel                    | Landstraße 28 Standort                                  |                                                                  | 1963      | |                               |
| ja    | Datei hochladen | Brunnen Klosterhof ID: 2171                                                                   | Brunnen                        | Landstraße 30 Standort                                  |                                                                  | 1650      | |                               |
| ja    | Datei hochladen | Erinnerungstafel für Franz Jägerstätter ID: 1278                                              | Gedenktafel                    | Landstraße 31 Standort                                  |                                                                  | 1997      | |                               |
| ja    | Datei hochladen | Brunnen Ursulinenhof ID: 3107                                                                 | Brunnen                        | Landstraße 31 Standort                                  | Helga Herbst-Mandagot                                            | 1976      | |                               |
| ja    | Datei hochladen | Rudolf Kunst ID: 2948                                                                         | Gedenktafel                    | Landstraße 36 Standort                                  |                                                                  |           | |                               |
| ja    | Datei hochladen | Europadenkmal ID: 1335                                                                        | Kunst am Bau                   | Lederergasse 35 Standort                                | Alois Dorn                                                       | 1961      | |                               |
| ja    | Datei hochladen | Egmont Colerus ID: 828                                                                        | Gedenktafel                    | Mozartstraße 21 Standort                                | Heinz Ritter                                                     | 1967      | |                               |
| ja    | Datei hochladen | Maria von Peteani ID: 1296                                                                    | Gedenktafel                    | Mozartstraße 26 Standort                                |                                                                  |           | |                               |
| ja    | Datei hochladen | Gedenktafel für die im Polizeigefängnis der ehemaligen Polizeidirektion Inhaftierten ID: 1269 | Gedenktafel                    | Mozartstraße 6 Standort                                 |                                                                  | 1987      | |                               |
| BW    | Datei hochladen | Gedenktafel für Inhaftierte im Landesgericht ID: 546                                          | Gedenktafel                    | Museumstraße 12 Standort                                |                                                                  | 1988      | |                               |
| ja    | Datei hochladen | Heilige Ursula ID: 3117                                                                       | Kleindenkmal                   | Museumstraße 14 Standort                                | Josef Thorak                                                     | 1952      | |                               |
| ja    | Datei hochladen | Museumspark: „Aalfanger Granit“ ID: 3121                                                      | Kleindenkmal                   | Museumstraße 14 Standort                                | Peter Paszkiewicz                                                | 2002      | |                               |
| ja    | Datei hochladen | Museumspark: „Emporschauende“ ID: 3119                                                        | Kleindenkmal                   | Museumstraße 14 Standort                                | Ludwig Kasper                                                    | 1936      | |                               |
| ja    | Datei hochladen | Museumspark: „Große Weltlochwand“ ID: 3122                                                    | Kleindenkmal                   | Museumstraße 14 Standort                                | Gunter Damisch                                                   | 1998      | |                               |
| ja    | Datei hochladen | Museumspark: „Kleine Kniende“ ID: 3118                                                        | Kleindenkmal                   | Museumstraße 14 Standort                                | Ludwig Kasper                                                    | 1941      | |                               |
| ja    | Datei hochladen | Museumspark: „Bone Chaser“ ID: 3127                                                           | Kleindenkmal                   | Museumstraße 14 Standort                                |                                                                  | 1996      | |                               |
| ja    | Datei hochladen | Museumspark: „Die Natur liebt es sich zu verbessern“ ID: 3128                                 | Kleindenkmal                   | Museumstraße 14 Standort                                |                                                                  | 2007      | |                               |
| ja    | Datei hochladen | Museumspark: „Geteilt ist gleich gesamt“ ID: 3116                                             | Kleindenkmal                   | Museumstraße 14 Standort                                | Gabriele Berger                                                  | 1995      | |                               |
| ja    | Datei hochladen | Museumspark: „Gewichtung“ ID: 3120                                                            | Kleindenkmal                   | Museumstraße 14 Standort                                | Alfred Haberpointner                                             | 2002      | |                               |
| ja    | Datei hochladen | Museumspark: „Kuppel“ ID: 3124                                                                | Kleindenkmal                   | Museumstraße 14 Standort                                | Wolfgang Georgsdorf                                              | 1983      | |                               |
|       | Datei hochladen | Museumspark: „Nur für Musenküsser“ ID: 3125                                                   | Kleindenkmal                   | Museumstraße 14                                         | Norbert W. Hinterberger                                          | 2004      | |                               |
| BW    | Datei hochladen | Museumspark: Drahtspirale ID: 3123                                                            | Kleindenkmal                   | Museumstraße 14 Standort                                | Michael Kienzer                                                  | 1996      | |                               |
| ja    | Datei hochladen | Museumspark: Parkbank ID: 3126                                                                | Kleindenkmal                   | Museumstraße 14 Standort                                | Alois Bauer                                                      | 1997      | |                               |
| ja    | Datei hochladen | Gründungstafel der ÖVP Oberösterreichs ID: 1337                                               | Gedenktafel                    | Museumstraße 18 Standort                                |                                                                  | 2000      | |                               |
| ja    | Datei hochladen | Gedenktafel für Sudetendeutsche ID: 1286                                                      | Gedenktafel                    | Nibelungenbrücke Standort                               |                                                                  | 1985      | |                               |
| BW    | Datei hochladen | Burgfried-Grenzsäule ID: 3201                                                                 | Kleindenkmal                   | Obere Donaulände Standort                               |                                                                  | 1655      | |                               |
| ja    | Datei hochladen | Hochwassertafel Obere Donaulände ID: 1345                                                     | Gedenktafel                    | Obere Donaulände 7-9 Standort                           |                                                                  | 1501      | |                               |
| ja    | Datei hochladen | Gedenktafel Wasserstraßenamt (Heinrich-Gleißner-Haus) ID: 3195                                | Antifaschistische Gedenkstätte | Obere Donaulände 7–9 Standort                           |                                                                  | 2019      | |                               |
| ja    | Datei hochladen | Schreib- und Druckkunst, Figurenfries ID: 1336                                                | Kunst am Bau                   | Pfarrgasse 7 Standort                                   | Josef Huber                                                      | 1964      | |                               |
| ja    | Datei hochladen | Dragonerregiment No. 7 ID: 1321                                                               | Gedenktafel                    | Pfarrplatz Standort                                     |                                                                  | 2004      | |                               |
| ja    | Datei hochladen | Freiwilliges Motorkorps ID: 1323                                                              | Gedenktafel                    | Pfarrplatz Standort                                     |                                                                  | 1930      | |                               |
| ja    | Datei hochladen | Kriegerdenkmal Pfarrplatz ID: 1324                                                            | Gedenktafel                    | Pfarrplatz Standort                                     |                                                                  | 1894      | |                               |
| ja    | Datei hochladen | Anton Bruckner                                                                                | Gedenktafel                    | Pfarrplatz Standort                                     | Adolf Wagner von der Mühl                                        | 1936      | |                               |
| ja    | Datei hochladen | Oberösterreichisch-salzburgische Landwehr ID: 1322                                            | Gedenktafel                    | Pfarrplatz Standort                                     |                                                                  | 1933      | |                               |
| ja    | Datei hochladen | Schützen-Regiment Nr.2 ID: 1325                                                               | Gedenktafel                    | Pfarrplatz Standort                                     |                                                                  | 1930      | |                               |
| ja    | Datei hochladen | Johannes Nepomuk ID: 630                                                                      | Kleindenkmal                   | Pfarrplatz Standort                                     | Georg Raphael Donner                                             | 1727      | |                               |
| ja    | Datei hochladen | Josef Ressel ID: 1407                                                                         | Gedenktafel                    | Pfarrplatz 17 Standort                                  |                                                                  | 1979      | |                               |
| ja    | Datei hochladen | Marianne Willemer ID: 1416                                                                    | Gedenktafel                    | Pfarrplatz 4 Standort                                   |                                                                  |           | |                               |
| ja    | Datei hochladen | Maria mit Kind an der Hand ID: 1360                                                           | Kleindenkmal                   | Pfarrplatz 4 Standort                                   |                                                                  | 1665      | |                               |
| ja    | Datei hochladen | Glockenring der Pummerin ID: 892                                                              | Gedenktafel                    | Promenade Standort                                      |                                                                  | 1952      | |                               |
| ja    | Datei hochladen | Adalbert Stifter ID: 2304 HERIS-ID: 96383 Objekt-ID: 111872                                   | Kleindenkmal                   | Promenade Standort                                      |                                                                  | 1902      | |                               |
| ja    | Datei hochladen | Geißelsäule (Fadingersäule) ID: 804 HERIS-ID: 96382 Objekt-ID: 111870                         | Kleindenkmal                   | Promenade Standort                                      |                                                                  | 1702      | |                               |
| ja    | Datei hochladen | Hessendenkmal Promenade ID: 2170 HERIS-ID: 96384 Objekt-ID: 111874                            | Kleindenkmal                   | Promenade Standort                                      | Franz Forstner                                                   | 1928      | |                               |
| ja    | Datei hochladen | Wasserspeiender „Gnom“ ID: 1239                                                               | Brunnen                        | Promenade 16 Standort                                   |                                                                  | 1957      | |                               |
| ja    | Datei hochladen | Erinnerungstafel Julius Wimmer ID: 1303                                                       | Gedenktafel                    | Promenade 23 Standort                                   |                                                                  |           | |                               |
| ja    | Datei hochladen | Erinnerungstafel Oskar Streit ID: 1310                                                        | Gedenktafel                    | Promenade 23 Standort                                   |                                                                  |           | |                               |
| ja    | Datei hochladen | August Daniel von Binzer ID: 1191                                                             | Gedenktafel                    | Promenade 27 Standort                                   |                                                                  | 1893      | |                               |
| ja    | Datei hochladen | Mariensäule ID: 1245                                                                          | Kleindenkmal                   | Promenade 7 Standort                                    |                                                                  | 1700      | |                               |
| ja    | Datei hochladen | Johannes Kepler ID: 1406                                                                      | Gedenktafel                    | Rathausgasse 5 Standort                                 |                                                                  | 1900      | |                               |
| ja    | Datei hochladen | Das Andere Buch ID: 452                                                                       | Kleindenkmal                   | Schillerpark Standort                                   | Theo Blaickner                                                   | 1995      | |                               |
| ja    | Datei hochladen | Schillerdenkmal Schillerplatz ID: 2589                                                        | Kleindenkmal                   | Schillerpark Standort                                   | Benno Steller, W. Schultz                                        | 1959      | |                               |
|       | Datei hochladen | Unregelmäßiger Würfel ID: 3087                                                                | Kleindenkmal                   | Schillerplatz                                           | Johann (Hans Werner) Jascha                                      | 1991      | |                               |
| ja    | Datei hochladen | Brunnen im Schillerpark ID: 2590                                                              | Brunnen                        | Schillerplatz Standort                                  | Hans Muhr                                                        | 1983      | |                               |
| ja    | Datei hochladen | Gedenktafel 45. Infanteriedivision ID: 1364                                                   | Gedenktafel                    | Schlossberg Standort                                    |                                                                  | 1967      | |                               |
| ja    | Datei hochladen | Johannes Kepler Vulgo: Kepler-Denkmal ID: 1252 HERIS-ID: 97187 Objekt-ID: 112941              | Kleindenkmal                   | Schlossberg Standort                                    | Francesco d. Ä. Canevale                                         | 1780      | |                               |
| ja    | Datei hochladen | Nibelungenschiff ID: 1251                                                                     | Kleindenkmal                   | Schlossberg Standort                                    | Peter Dimmel                                                     | 1957      | |                               |
| ja    | Datei hochladen | Brunnen Linzer Schloss ID: 159                                                                | Brunnen                        | Schlossberg 1 Standort                                  |                                                                  | 1672      | |                               |
| ja    | Datei hochladen | Brunnen „Hand“ Spittelwiese „Hundertwasserbrunnen“ ID: 174                                    | Brunnen                        | Spittelwiese Standort                                   | Friedensreich Hundertwasser                                      | 1993      | |                               |
| ja    | Datei hochladen | Enrica von Handel-Mazzetti ID: 965                                                            | Gedenktafel                    | Spittelwiese 15 Standort                                |                                                                  |           | |                               |
| ja    | Datei hochladen | Jubiläumsbrunnen Schadlergründe ID: 1147                                                      | Brunnen                        | Stefan-Fechter-Weg 10, bei Standort                     | Herbert Unterberger                                              | 1990      | |                               |
| ja    | Datei hochladen | Brunnen Südbahnhofmarkt „Fischbrunnen“ ID: 243 HERIS-ID: 102423 Objekt-ID: 118825             | Brunnen                        | Südbahnhof-Marktplatz Standort                          | Gudrun Baudisch-Wittke                                           | 1952      | |                               |
| ja    | Datei hochladen | Brunnen Südbahnhofmarkt „Gänselieslbrunnen“ ID: 223 HERIS-ID: 102424 Objekt-ID: 118826        | Brunnen                        | Südbahnhof-Marktplatz Standort                          | Walter Ritter                                                    | 1952      | |                               |
| ja    | Datei hochladen | „Berliner Trinkbrunnen“ ID: 460                                                               | Brunnen                        | Südbahnhofmarkt Standort                                |                                                                  | 1985      | |                               |
| ja    | Datei hochladen | Brunnen Taubenmarkt „Sparkassenbrunnen“ ID: 208 HERIS-ID: 110594 Objekt-ID: 128301            | Brunnen                        | Taubenmarkt Standort                                    | Hermann Krackowizer                                              | 1892      | |                               |
| ja    | Datei hochladen | Brunnen Tummelplatz „Georgsbrunnen“ ID: 215                                                   | Brunnen                        | Tummelplatz Standort                                    | Joseph Moser                                                     | 1949      | |                               |
| ja    | Datei hochladen | Hl. Georg ID: 1259                                                                            | Kleindenkmal                   | Tummelplatz Schlossstiege Standort                      | Fritz Fanta, Joseph Moser                                        | 1953      | |                               |
| ja    | Datei hochladen | Pionierdenkmal ID: 2220                                                                       | Gedenkstätte                   | Untere Donaulände/Ernst-Koref-Promenade Standort        | Wilhelm Frass, Alexander Popp                                    | 1936      | 1936 von Architekt Alexander Popp entworfen; plastische Arbeiten (vier Kupfermedaillons, zweiköpfiger Adler) von Bildhauer Wilhelm Frass. Es handelt sich um eine der seltenen Darstellungen des zweiköpfigen Adlers, dem Hoheitszeichen des Bundesstaates Österreich (1934–1938), in einem Denkmal bzw. Kunstwerk im öffentlichen Raum. Von 1936 bis 1939 war das Denkmal an der Unteren Donaulände vor dem Hotel Weinzinger aufgestellt, dann wegen des Neubaus der Nibelungenbrücke entfernt. 1963 wurde es mit der ergänzten Inschrift 1914–1918 / 1939–1945 / Pioniere / Wie immer / Die Pioniere und Sappeure ihren toten Kameraden. am heutigen Standort Ernst-Koref-Promenade (Hochwasserschutzdamm) wieder aufgestellt. |                               |
| ja    | Datei hochladen | Hochstrahlbrunnen ID: 272                                                                     | Brunnen                        | Untere Donaulände Standort                              |                                                                  | 1952      | |                               |
| BW    | Datei hochladen | Susi Wallner ID: 1302                                                                         | Gedenktafel                    | Untere Donaulände 18 Standort                           | Heinz Ritter                                                     |           | |                               |
| ja    | Datei hochladen | Anton-Bruckner-Büste ID: 1087                                                                 | Kleindenkmal                   | Untere Donaulände 7 Standort                            | Franz Strahammer                                                 | 1974      | |                               |
| ja    | Datei hochladen | Flötenspielerinnen ID: 1264                                                                   | Kunst am Bau                   | Untere Donaulände Brucknerhaus Standort                 | Walter Ritter                                                    | 1980      | |                               |
| ja    | Datei hochladen | Karl Hayd, Maler ID: 2747                                                                     | Gedenktafel                    | Volksfeststraße 22 Standort                             |                                                                  | 1960      | |                               |
| ja    | Datei hochladen | Vilma Eckl, Malerin ID: 2748                                                                  | Gedenktafel                    | Volksfeststraße 29 Standort                             |                                                                  | 1982      | |                               |
| ja    | Datei hochladen | Jahn-Denkmal ID: 2712                                                                         | Kleindenkmal                   | Volksgarten Standort                                    | Leo von Moos                                                     | 1905      | |                               |
| ja    | Datei hochladen | Kneipp-Denkmal ID: 2716                                                                       | Kleindenkmal                   | Volksgarten Standort                                    |                                                                  |           | |                               |
| ja    | Datei hochladen | Stelzhamer-Denkmal ID: 2717                                                                   | Kleindenkmal                   | Volksgarten Standort                                    | Franz Metzner                                                    | 1908      | |                               |
| ja    | Datei hochladen | Freude am Schönen ID: 2713                                                                    | Brunnen                        | Volksgarten Standort                                    | Anton Hanak                                                      | 1908      | Der Brunnen wurde 1908 von Anton Hanak erbaut. Das Marmorbecken hat wasserspeiende Tiere am inneren Rand. Mittig ist eine sitzende Figur einer jungen Frau mit im Schoß gefalteten Händen aus Untersberger Marmor. |                               |
| ja    | Datei hochladen | Lausbub, Bronzeplastik ID: 2714                                                               | Brunnen                        | Volksgarten Standort                                    | Maximilian Stockenhuber                                          | 1956      | |                               |
|       | Datei hochladen | Vogeltränke ID: 2715                                                                          | Brunnen                        | Volksgarten                                             | Gustav Muher                                                     | 1930      | |                               |
| ja    | Datei hochladen | Brunnen vor der Arbeiterkammer ID: 2727                                                       | Brunnen                        | Volksgartenstraße 40 Standort                           | Alois Dorn                                                       | 1950      | |                               |